# آرتور کاور
آرتور کاور (انگلیسی: Arthur Causer; ۱۸۸۴ – ۱۹۲۷) بازیکن فوتبال اهل انگلستان بود.
از باشگاه‌هایی که در آن بازی کرده‌است می‌توان به باشگاه فوتبال شروزبری تاون اشاره کرد.